# ギュルス (フランス)
ギュルス (仏語: Gurs) はフランス南西部のピレネー＝アトランティック県にある、人口400人程度の小さなコミューンである。
ギュルスにはかつてギュルス収容所があった。強制収容所の施設そのものは、第二次世界大戦の終結後に森林の植栽が行われ、現在なにも残っていない。

## 地理
ギュルスは、県庁所在地であるポー (Pau) の近隣である。以下のコミューンと隣接している。
- Jasses - 北西
- Sus - 北西
- Dognen - 東
- Moncayolle-Larrory-Mendibieu - 西
- ロピタル＝サン＝ブレーズ - 南西
- Préchacq-Josbaig - 南